# Episodi de La gabbia
La prima stagione della serie televisiva La gabbia è stata distribuita da Netflix l'8 novembre 2024, in tutti i paesi in cui è disponibile la piattaforma di streaming.
| nº | Titolo originale | Titolo italiano | Pubblicazione   |
| -- | ---------------- | --------------- | --------------- |
| 1  | Episode 1        | Episodio 1      | 8 novembre 2024 |
| 2  | Episode 2        | Episodio 2      | 8 novembre 2024 |
| 3  | Episode 3        | Episodio 3      | 8 novembre 2024 |
| 4  | Episode 4        | Episodio 4      | 8 novembre 2024 |
| 5  | Episode 5        | Episodio 5      | 8 novembre 2024 |

## Episodio 1
- Titolo originale: Episode 1
- Diretto da:
- Scritto da:

### Trama
Proprio quando sta per rinunciare ai suoi sogni, un giovane dilettante di MMA ottiene un'attenzione inattesa dopo che un professionista arrabbiato irrompe nella sua palestra.

## Episodio 2
- Titolo originale: Episode 2
- Diretto da:
- Scritto da:

### Trama
Mentre Taylor si allena in Canada, la pressione per convincere Ibrahim ad accettare l'incontro sale. La madre di Taylor e il suo compagno avanzano una richiesta complicata.

## Episodio 3
- Titolo originale: Episode 3
- Diretto da:
- Scritto da:

### Trama
Taylor si iscrive a un violento torneo KSW in Polonia per un disperato bisogno di soldi e affronta avversari di peso molto superiore, mettendo a rischio la sua carriera.

## Episodio 4
- Titolo originale: Episode 4
- Diretto da:
- Scritto da:

### Trama
Taylor ignora i segnali d'allarme e si prepara per la rivincita definitiva contro un Ibrahim in piena forma, mentre Niko fa leva sulla fama ritrovata dell'amico.

## Episodio 5
- Titolo originale: Episode 5
- Diretto da:
- Scritto da:

### Trama
Taylor vuole vendicare Boss e si reca in Messico per allenarsi, ma fatica a tornare nella gabbia, finché una leggenda dei combattimenti non interviene per aiutarlo.